# New Sky
New Sky é o quinto extended play (EP) do produtor musical neerlandês San Holo, lançado em 11 de março de 2016 através da Monstercat.

## Lançamento e recepção
Em 24 de fevereiro de 2016, Holo anunciou o lançamento do EP em seu Twitter. A faixa título foi lançada cinco dias depois. A canção também foi lançada no dia 1 de março através do canal Trap Nation. Logo após seu lançamento, foi elogiada pelos criticos. Dez dias depois, o lançamento do EP foi concluído com "They Just Haven't Seen It", com participação especial de The Nicholas. Foi lançado também um videoclipe dirigido por Teemong para a faixa. Esta canção foi posteriormente incluída em dois álbuns: Monstercat 026 - Resistance e Monstercat - Best of 2016, enquanto "New Sky" foi incluído apenas no primeiro. Holo anunciou no mesmo dia a turnê New Sky Tour na América do Norte, apresentada pela Trap Nation. Landon Fleury, da Your EDM, chamou o EP de "épico". Um escritor da Hypebeast afirmou que a faixa título apresenta o "som característico [de San Holo] misturado com sintetizadores puros e arejados e drops intrigantes", enquanto "They Just Haven't Seen It" "também é uma experiência auditiva cativante".

## Listagem de faixas
Todas as canções compostas por San Holo.
1. "New Sky" — 4:32
2. "They Just Haven't Seen It" (com part. de The Nicholas) — 5:21